# 押江千衣子
押江 千衣子（おしえ ちえこ、1969年6月5日 - ）は、日本の画家・現代美術家。京都嵯峨芸術大学造形学科芸術学部講師。植物の作品で知られる。オイルパステルを使った油彩である。
1969年、大阪に生まれる。1995年、京都市立芸術大学大学院美術研究科終了。

## 画集
- 『押江千衣子目をすます』、押江千衣子、求龍堂 、2003年。

## パブリックコレクション
- 群馬県立近代美術館
- 高松市美術館
- 大原美術館
- 美濃加茂市民ミュージアム
- 第一生命保険株式会社
- ノースウエスト航空株式会社
- 浦和ロイヤルパインズホテル